# Raudrahu
Raudrahu este o arie protejată (arie specială de conservare — SAC, sit de importanță comunitară — SCI) din Estonia întinsă pe o suprafață de 983,8 ha, integral marine.

## Localizare
Centrul sitului Raudrahu este situat la coordonatele 58°39′53″N 22°27′08″E / 58.6646°N 22.4521°E.

## Înființare
Situl Raudrahu a fost declarat sit de importanță comunitară în aprilie 2004 pentru a proteja 1 specie de animale. Situl a fost protejat și ca arie specială de conservare în decembrie 2005.

## Biodiversitate
Situată în ecoregiunea marină baltică, aria protejată conține 1 habitat natural: Recifuri.
La baza desemnării sitului se află o specie protejată de  mamifere: Halichoerus grypus.